# Dlžín
Dlžín (in ungherese Delzsény, in tedesco Delschein) è un comune della Slovacchia facente parte del distretto di Prievidza, nella regione di Trenčín.
Fu menzionato per la prima volta in un documento storico nel 1272.